# Газойль
Газо́йль (англ. gasoil, нім. Gasölin) — фракція нафти, застосовувана переважно як паливо для дизелів і як сировина для каталітичного крекінгу суміші вуглеводнів різної будови, переважно С12—С35, і домішок (головним чином сірко-, азот- і киснемістких) з межами википання 200–500 °C і молекулярною масою 50–500 г/моль. Містить від 15 до 20 атомів вуглецю

## Отримання
Проводять дистиляцію нафти або продуктів її переробки. При прямій перегонці нафти в умовах атмосферного тиску отримують атмосферний газойль (фракція з межами википання 270–360 °C), при тиску 10–15 кПа — вакуумний газойль (350–500 °C). Залежно від природи нафти вуглеводневий склад газойлю змінюється в широких межах (вміст парафіно-нафтенових вуглеводнів 20–70 %, останнє — ароматичні вуглеводні і домішки, що містять гетероатоми). 
Атмосферний газойль — компонент дизельного палива (до 20 %) або сировина для каталітичного крекінгу.
При гідрокрекінгу та каталітичному крекінгу вакуумного газойлю, а також при термічному крекінгу і коксуванні нафтових залишків (наприклад, мазута або гудрона) отримують фракції з межами википання 200–360 °C (так званий легкий газойль) і 360–500 °C (так званий важкий газойль).

## Застосування
Легкий газойль після облагороджування, що дозволяє значно понизити вміст домішок гетероатомних сполук (наприклад, S — з 0,7–1,3 до 0,2–0,5 %), використовують як добавку до дизельного палива (до 30 %). 
Важкий газойль — малов'язкий компонент котельного палива (до 20 %).